# Oberkulm
Oberkulm est une commune suisse du canton d'Argovie, située dans le district de Kulm.

Photo aérienne (1965).